# Туризм в Индии

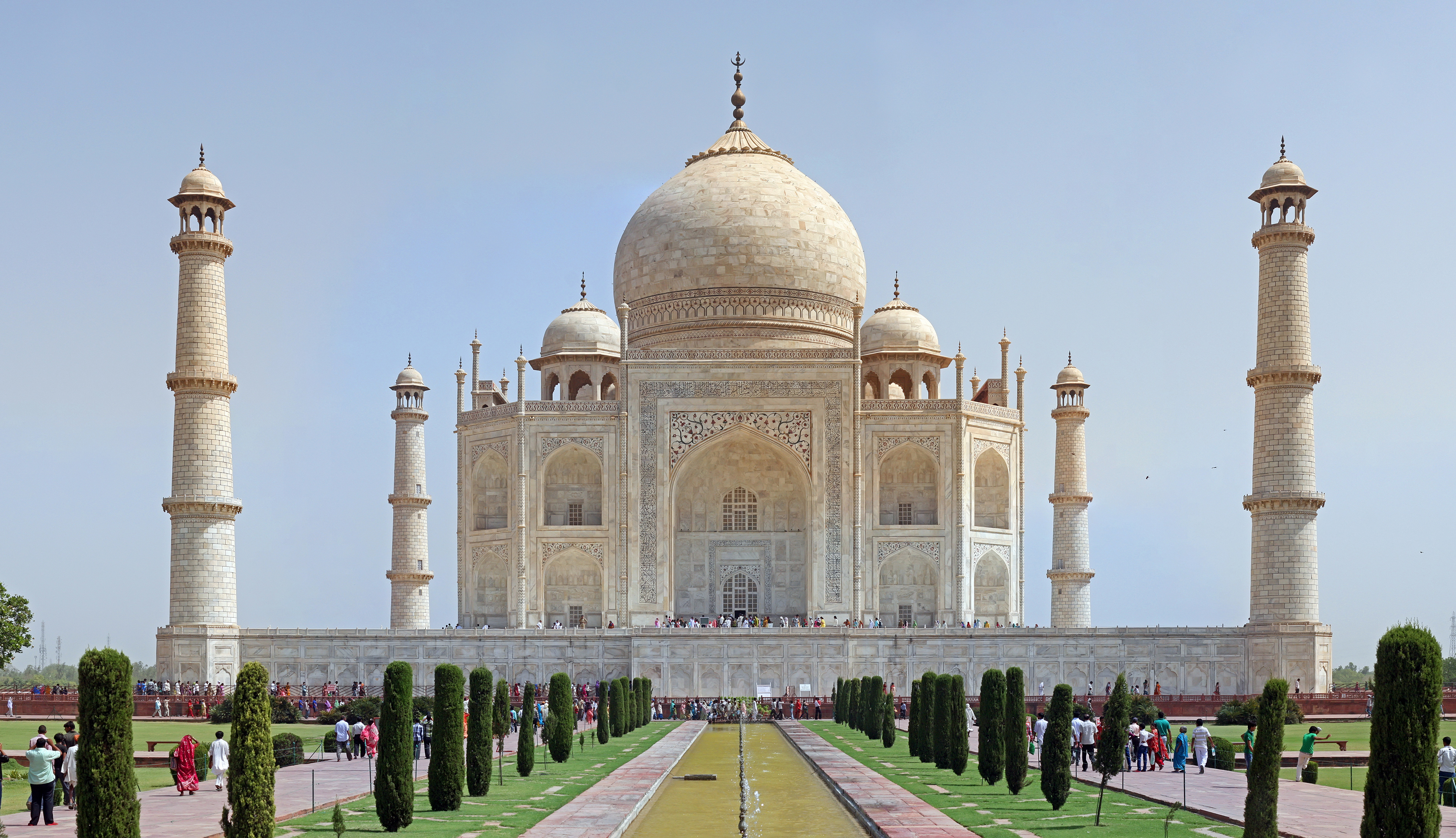
Ежегодно, более чем 3 миллиона туристов посещают Тадж-Махал в Агре, что находится в штате Уттар-Прадеш.

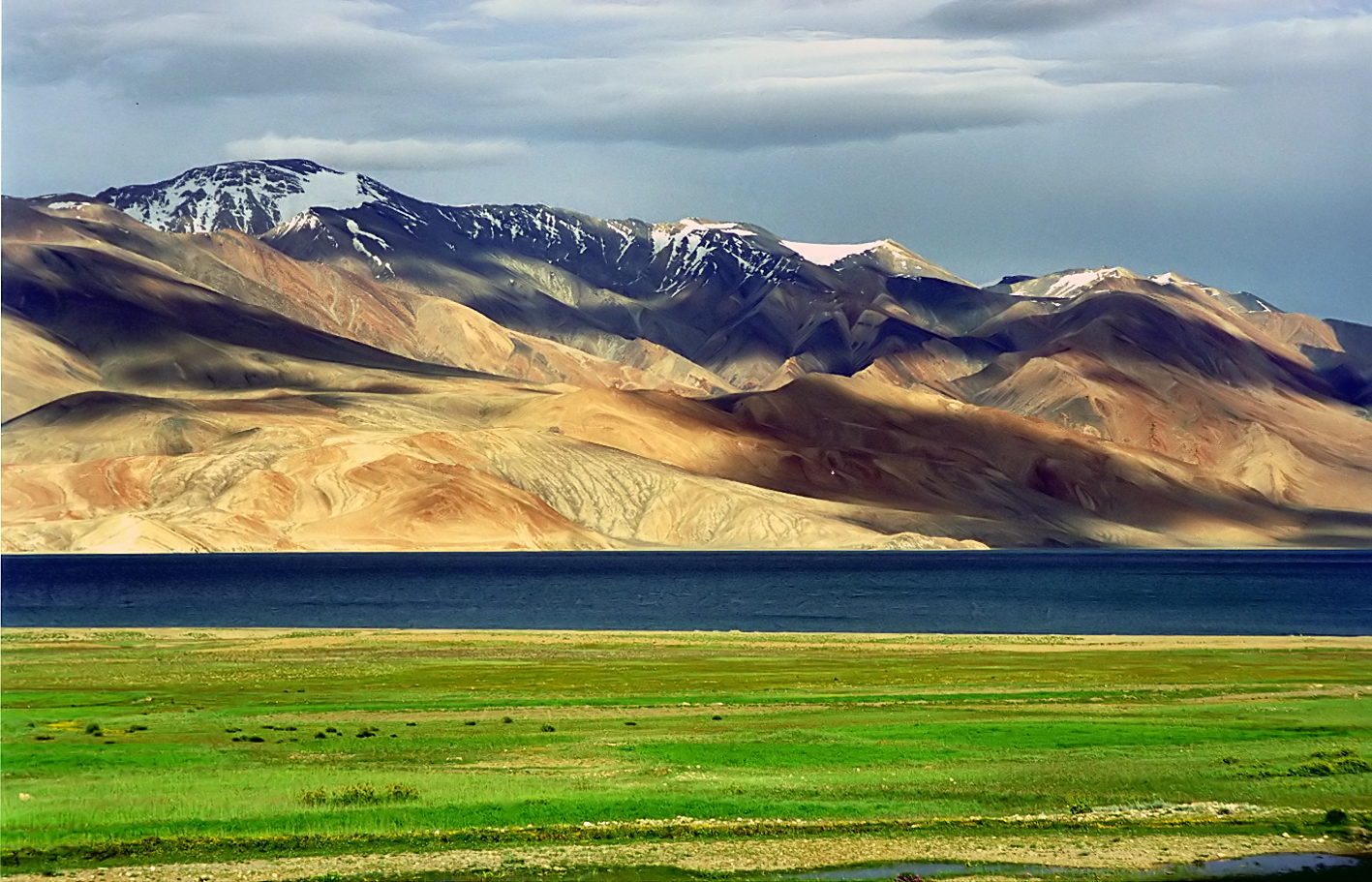
Цоморари в Ладакхе.

Туризм в Индии — крупная отрасль экономики Индии. По данным World Travel and Tourism Council, туризм принёс в бюджет Индии в 2011 году 121 млрд долларов США, что составляет 6,4 % от ВВП страны. В этой отрасли работает 39,3 млн человек — это 7,9 % от всего экономически активного населения Индии. За период с 1990 по 2011 год ВНП туризма в Индии увеличился на 229 %. По прогнозам, в ближайшем десятилетии этот сектор индийской экономики в среднем может расти ежегодно на 7,7 %. В 2011 году World Travel and Tourism Council прогнозировал, что в период с 2011 по 2021 год ежегодный прирост составит 8,8 %. Это позволило Индии занять пятое место среди стран с быстрорастущей туристической отраслью. В Индии существует медицинский туризм и ожидалось, что с ежегодным приростом в 30 %, к 2015 году он мог достигнуть примерно 9 500 крор.
В 2011 году почти 6,29 млн иностранных туристов посетило Индию, что больше на 8 %, чем в 2010 году, когда количество туристов составило 5,78 млн человек. Количество внутренних туристов, которые посещают все штаты и союзные территории Индии, насчитывается 747,7 млн человек. Большинство иностранных туристов приезжают из США (16 %) и Великобритании (12,6 %). В 2011 году наиболее популярными штатами среди иностранных туристов стали Махараштра, Тамилнад и Дели. Внутренние туристы наиболее часто посещают Уттар-Прадеш, Андхра-Прадеш и Тамилнаду. Ченнаи, Дели, Мумбаи и Агра были четырьмя наиболее посещаемые иностранными туристами городами Индии в 2011 году. В международном рейтинге Ченнаи занимает 41 место по количеству иностранных туристов, Дели — 50, Мумбаи — 57, а Агра — 65.
В докладе 2011 года по конкурентоспособности в ценовой политике в сфере туризма Индия заняла 28 место из 139. Также в этом докладе упоминается, что Индия имеет вполне хороший воздушный транспорт (39 место), в особенности при текущем развитии страны, а также нормальный наземный транспорт (43 место). Однако, некоторые стороны туристической инфраструктуры остаются по-прежнему слаборазвитыми. Страна имеет очень мало гостиничных номеров на душу населения по сравнению с международными стандартами, а также низким уровнем распространения банкоматов. Правительство Индии определило, что из-за отсутствия 150 000 гостиничных номеров, бюджет страны слишком много недополучает.
Министерство туризма Индии разрабатывает национальную политику по развитию и продвижению туризма. В ходе работы, министерство консультируется и сотрудничает с различными заинтересованными лицами, включая центральные министерства и агентства, правительства штатов и союзных территорий, а также с частным сектором. Совместные усилия делаются, чтобы продвинуть новые виды туризма, такие как сельский, круизный, медицинский и экологический. Министерство туризма также поддерживает кампанию Incredible India.
Богатая история Индии и её культура, а также географическое разнообразие делает её международный туризм привлекательным. Международный туризм Индии, помимо богатого наследия и культурного туризма, представляется ещё и с медицинским, деловым и спортивным туризмом.

## Туризм по штатам и союзным территориям

### Андхра-Прадеш

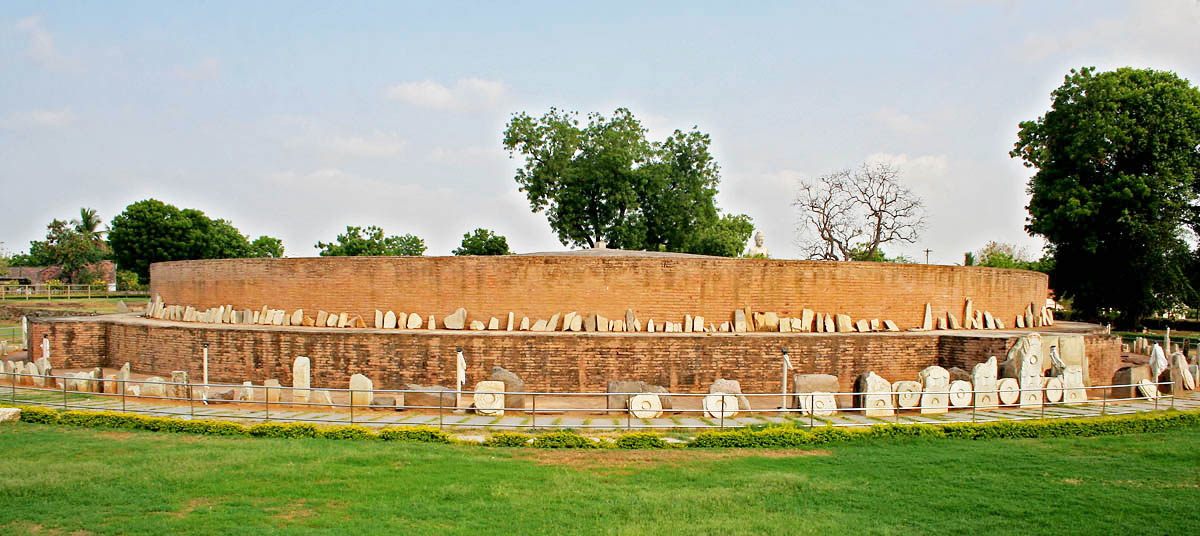
Панорама Амарвати-Ступы — главная буддийская святыня в Южной Индии. Амарвати была построена в 500 году до н. э. Эта ступа была украшена известняковым рельефом и отдельно стоящими статуями Будды.

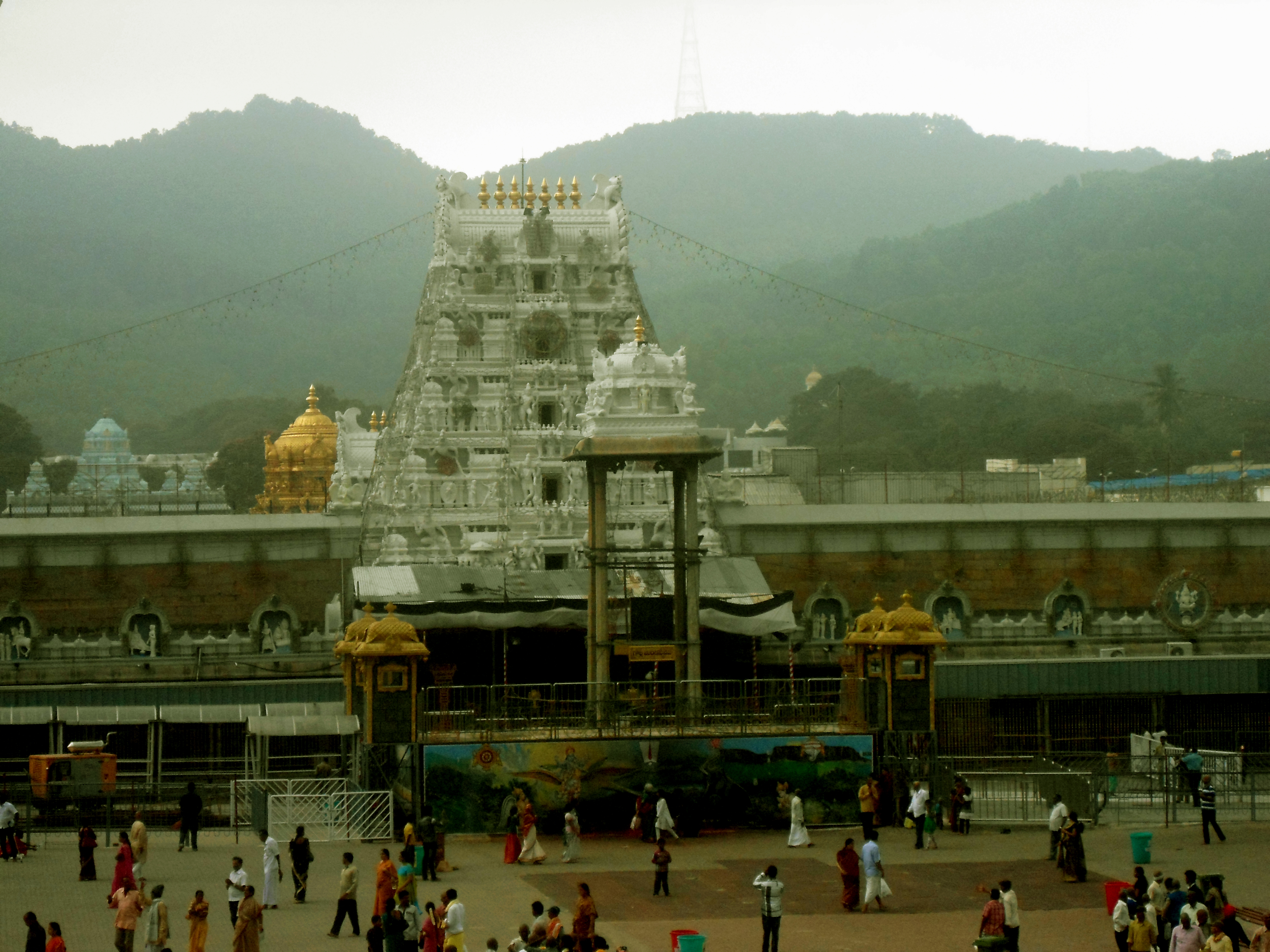
Вид храма Тирумала-Венкатесвары.

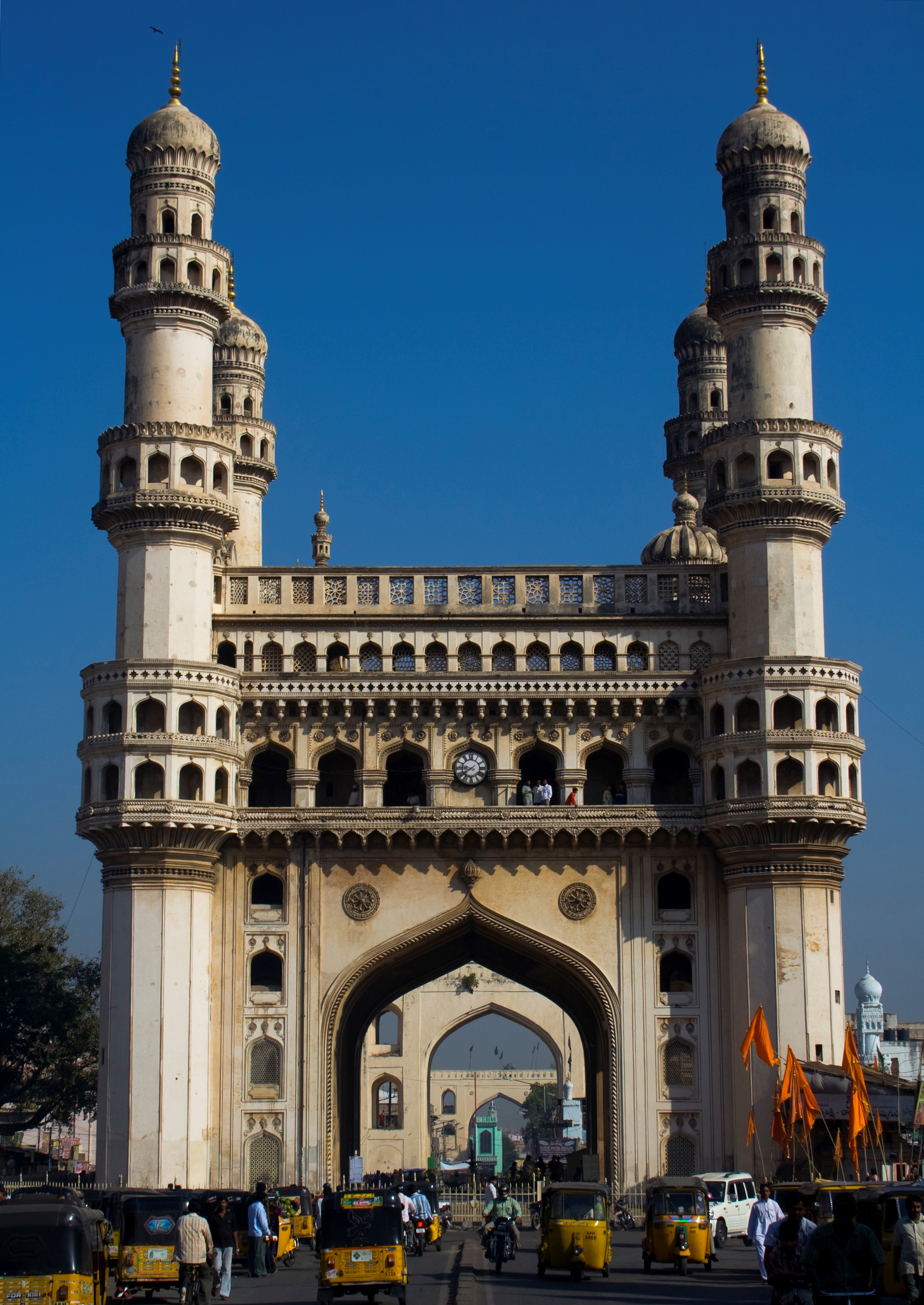
Чарминар, Хайдерабад

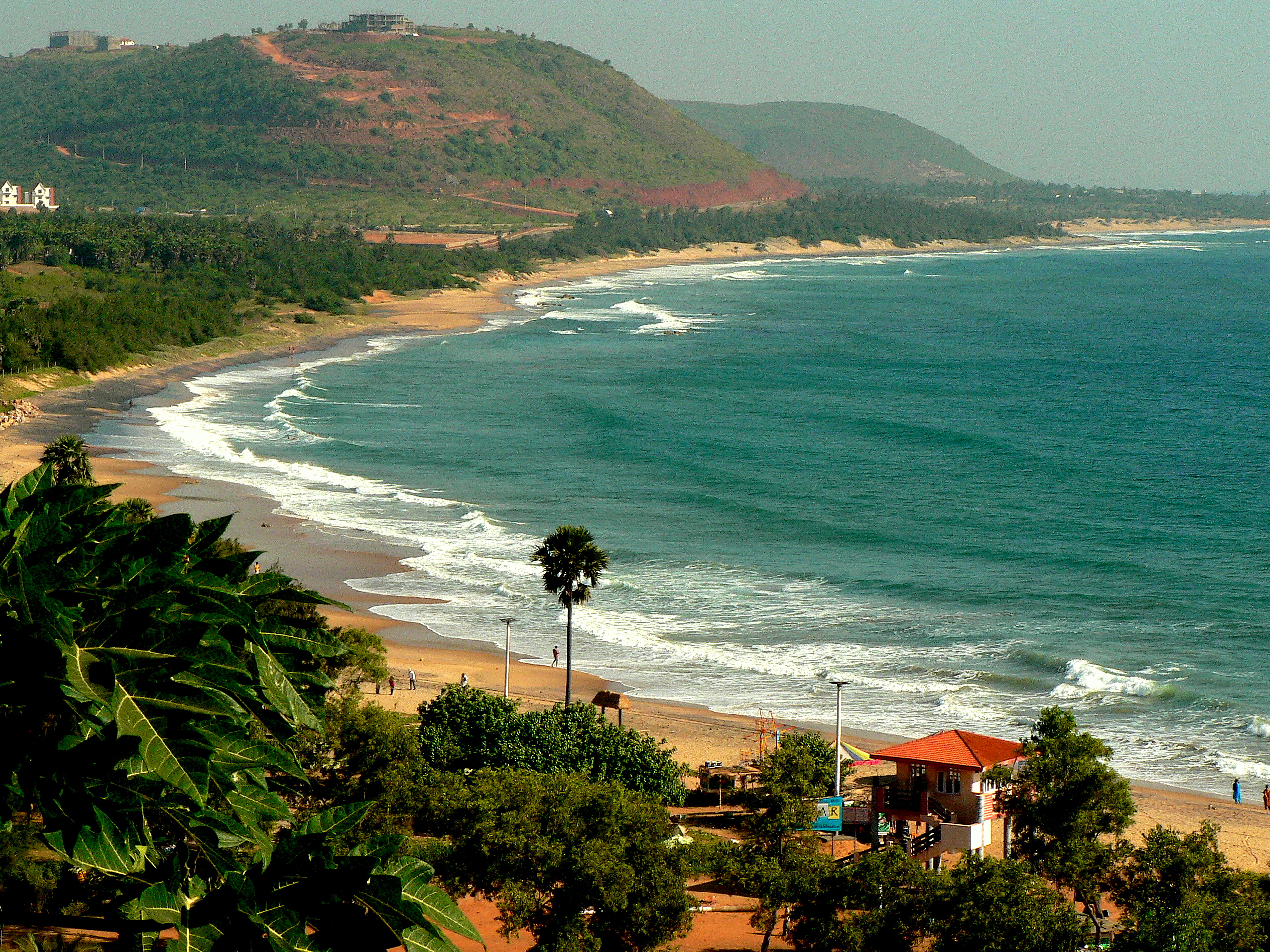
Пляж Рушиконда, Вишакхапатнам.

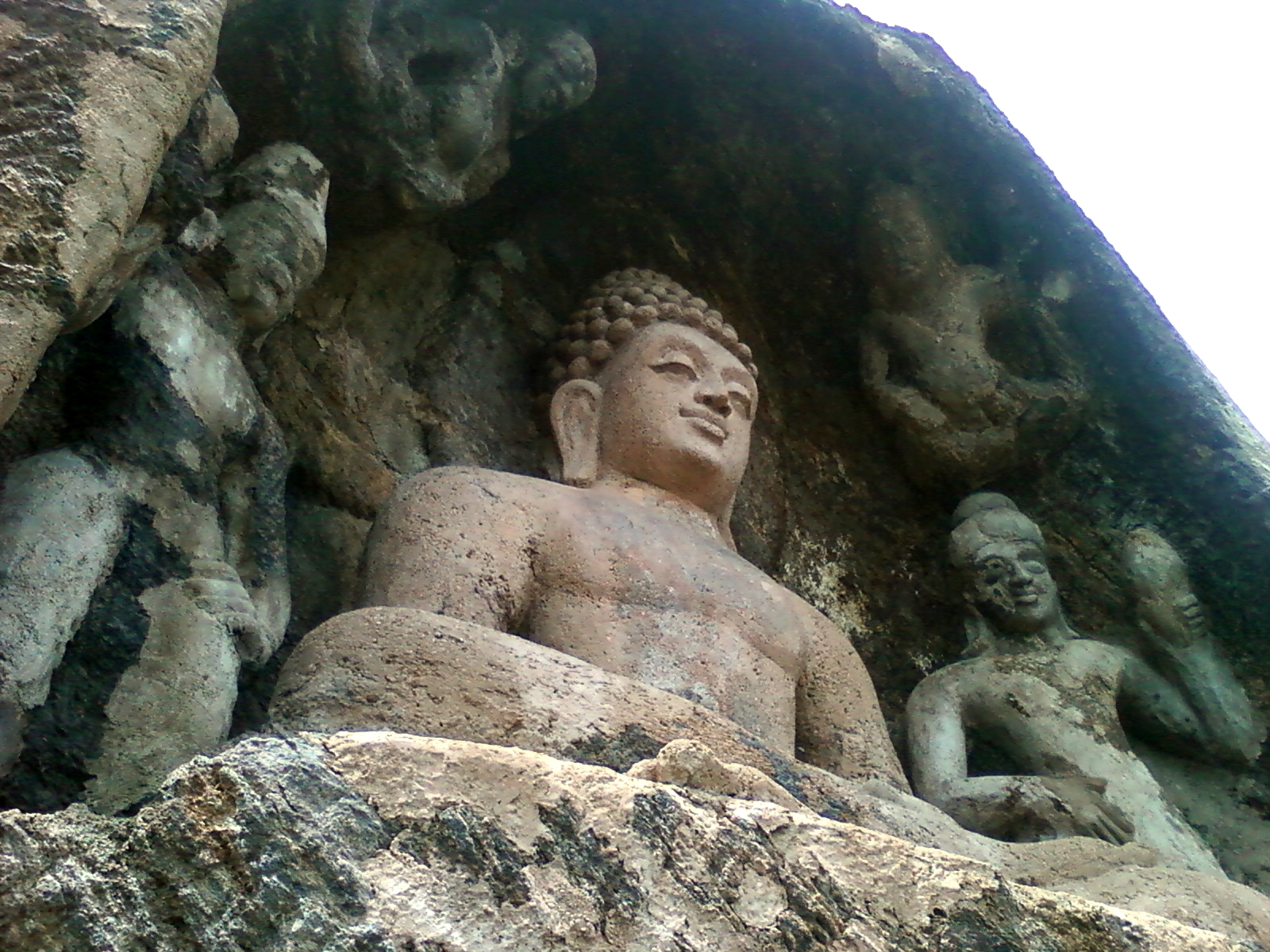
Вырезанная в скале статуя Будды в Бойджаннаконде, округ Вишакхапатнам.

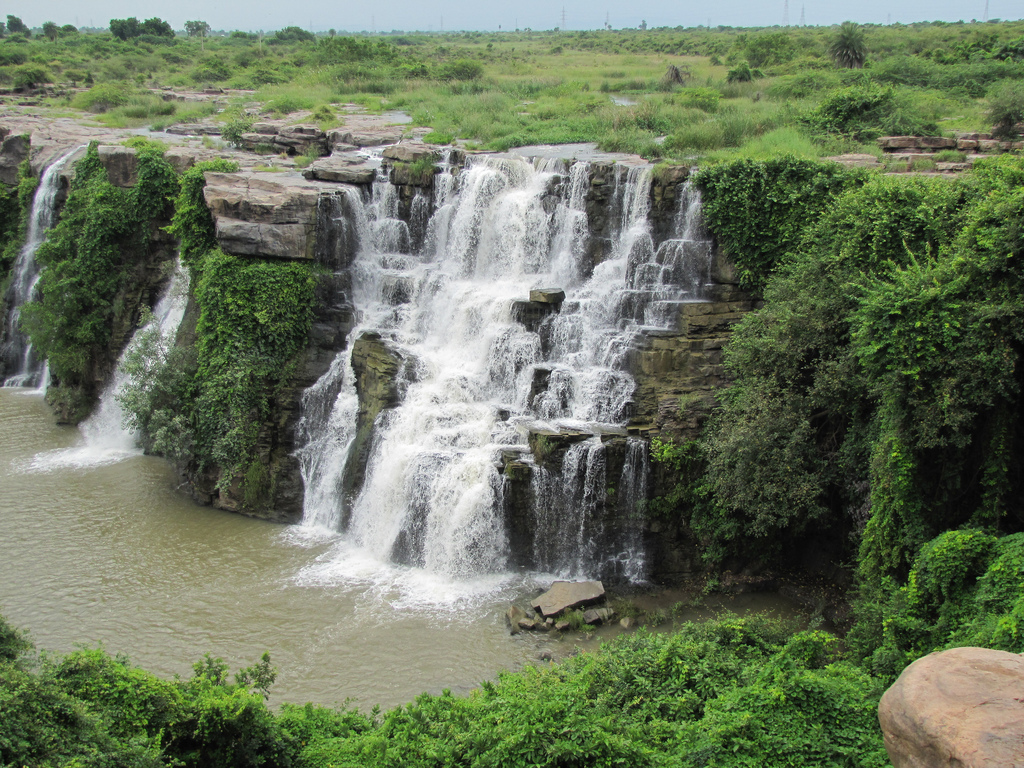
Водопад Этхипотхала.

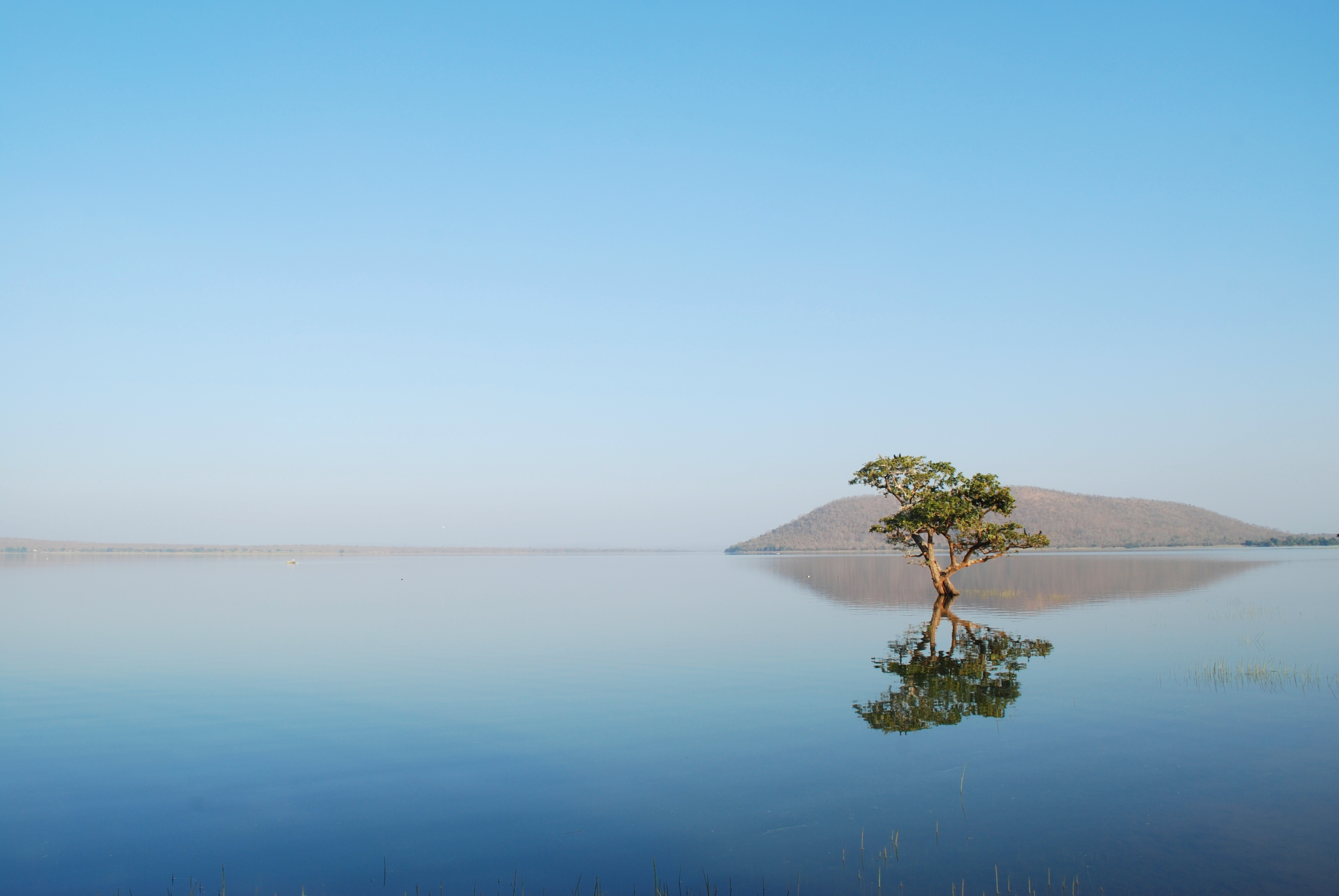
Озеро Пакхал, округ Варангал, Андхра-Прадеш.

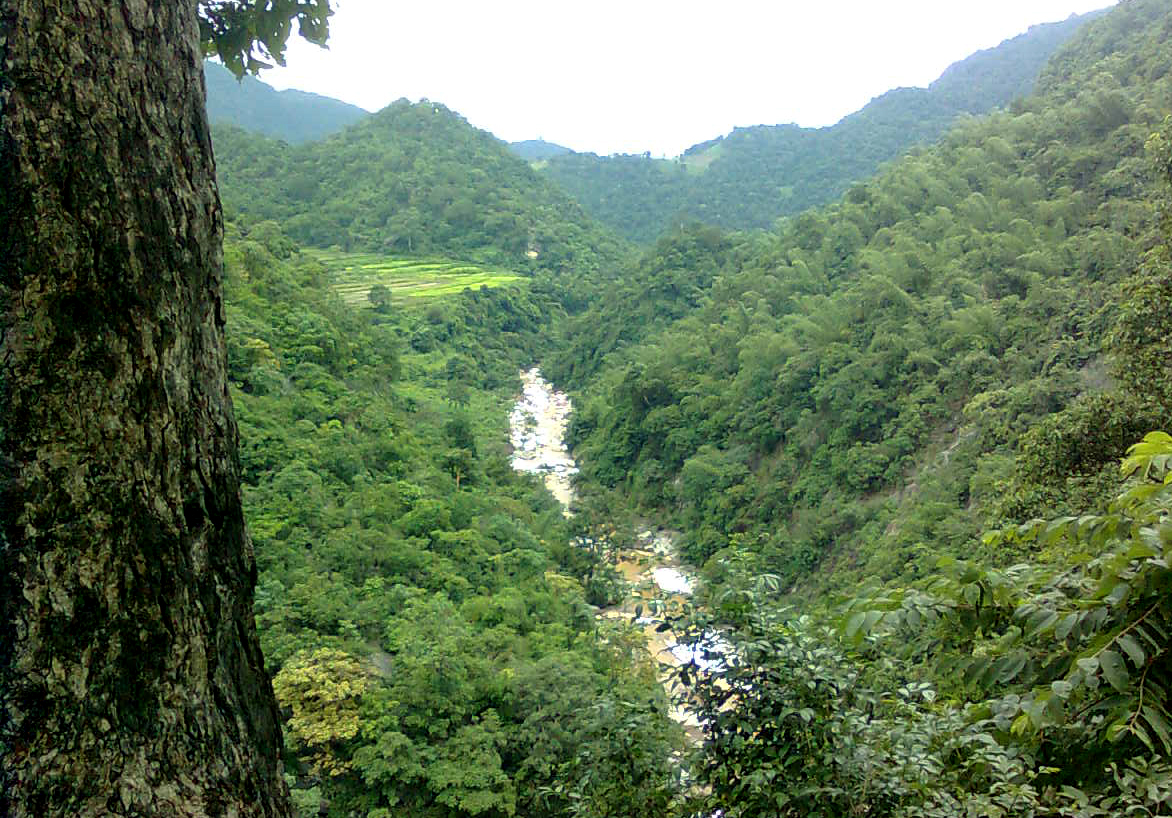
Долина Араку, Восточные Гхаты, Вишакхапатнам.

В штате Андхра-Прадеш есть много живописных холмов, лесов, пляжей и храмов. Хайдарабад, известный также как «Город низамов» и «Город жемчужин», — на сегодня один из наиболее развитых городов страны и современный центр информационных технологий, ITES (Information Technology Enabled Service), биотехнологий. Хайдарабад известен также своей богатой историей, культурой, архитектурой и многоязычием, символизирующим уникальный характер города как место встречи Северной и Южной Индий.
Андхра-Прадеш — дом для многих религиозных центров паломничества:
- Храм Тирумалы Венкатешвары — обитель Господа Венкатешвары, второй наиболее богатый и наиболее посещаемый религиозный центр (любой веры) в мире. Шрисайлам — обитель Шри-Малликарджуны, один из двенадцати Джйотхирлингалу (Jyothirlingalu) в Индии. Храм Амараватхи Шивы — один из Панчарамамов, храм Вемулавада — один из старых обителей Повелителя Шивы, известный как Дакшина-Каши — Варанаси Южной Индии. Храм Вемулавада был построен правителями из династии Чалукья в период 750-975 годы. Ядагиригутта — обитель аватары Вишну, Шри-Лакшми Нарасимхи.
- Наубатх-Пахад — бирла-мандир, храм Повелителя Венкатешвары, построенный полностью из белого мрамора, находящиеся в Хайдарабаде.
- Храм Рамаппа и Храм тысячи колонн в Варангале — известные туристические места, которые отражают прекрасный вкус династии Какатии (Какатия — и. п., ед. ч.) в искусстве, культуре и храмовой резьбе. Варангал — это также место Медарама, где проходит один из крупных фестивалей в Азии, называемый «Самакка Сараламма Джатара».
- Святыня Гундала Матха — одно из двух наиболее крупных мест паломничество христиан в Индии, находящийся в городе Виджаявада. Тысячи людей ежегодно посещают Гундала Матху, твёрдо веруя в милосердие Девы Марии Лурдской и её материнское благословение. Приверженцы, не только со всех уголков Андхра-Прадеш, но и соседних штатов, таких как Тамилнад, Керала и Карнатака, посещают святыню во время ежегодного февральского праздника.
- Храм Джнана Сарасвати (Gnana Saraswati) в Басаре — один из знаменитых храмов Сарасвати в Индии.

Наиболее известные буддийские центры:
- Арамаватхи — округ Гунтур
- Нагарджуна-Конда — Бхаттипролу
- Мангалагири — рядом с городом Виджаявада
- Гхантасала — округ Кришна
- Дхуликатта — округ Каримнагар
- Лингапалем — округ Западный Годавари

Прочие: Бавиконда, Тхотлаконда, Шалихундам, Павуралаконда, Санкарам, Пханигири и Коланпака.
Храмы и центры паломничества:
- Храм Шри-Венкатешвара Швами — обитель Повелителя Венкатешвары, наиболее богатый и посещаемый религиозный центр (любых вероисповеданий) в мире, находящийся в городе Тирупати.
- Храм Шри-Канака Дурга — один из Шакти-Питам, находящийся в городе Виджаявада.
- Храм Шри-Малликаруна — один из Джйотхирлингам (Jyothirlingam), находящийся в городе Шрисилам

Золотые пляжи Вишакхапатнама, известняковая пещера Борра возрастом один миллион лет, живописная долина Араку, горный курорт «Horsley Hills», река Годавари, протекающая через узкое ущелье Папи-Кондалу, водопады Этхипотхала, Кунтала и богаты биоразнообразием Талакона — природные достопримечательности штата Андхра-Прадеш. В Вишакхапатнаме находится такие туристские объекты как музей подводной лодки Карасура, пляж Ярада, долина Араку, парк VUDA, зоологический сад имени Индиры Ганди. Климат в Андхра-Прадеш — тропический, и самый лучший период для туризма — ноября-январь. Сезон муссонов начинается в июне и заканчивается в сентябре. Этот период не самый удобный для туризма. Раджамандри — место величественных инженерно-архитектурных сооружений таких как мост Годавари — второй по величине крупный мост в Азии с железной дорогой, холмы Папи, храм Искон, Тантиконда, музей сэра Артура Коттона, Пушкар-Гхат, Говтхами-Гхат. Каждый год вдоль одной из 12 рек отмечается праздник Пушкарам, а Раджамандри во время фестиваля привлекает 4-5 кроров людей.

### Дели

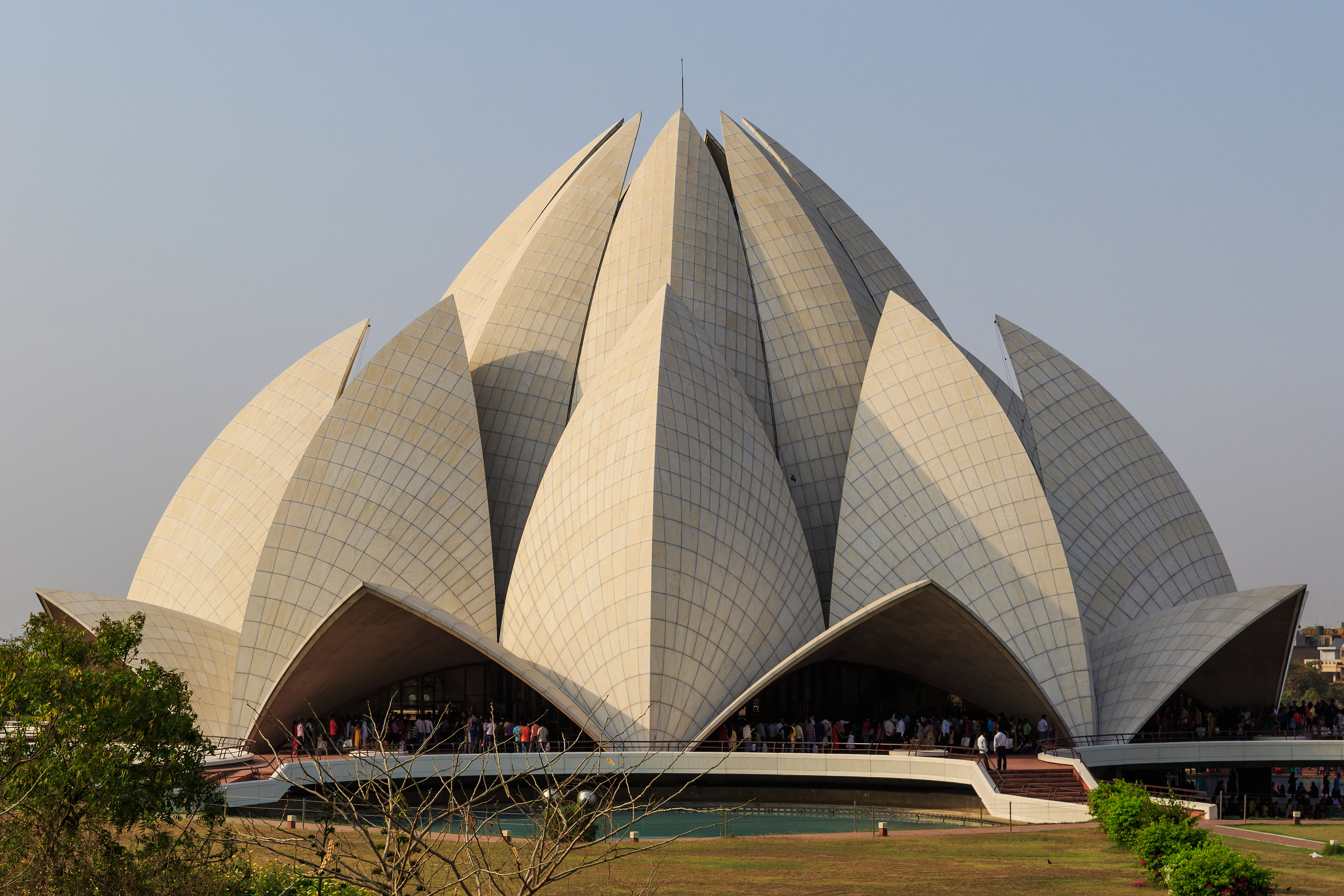
Храм Лотоса.

Дели — столица Индии. В этом городе сочетается как современная, так и древняя архитектура. Дели — это бурлящий котёл культур. Дели был столицей разных империй, что оставило отпечаток на городе, его архитектуре и культуре. До наших дней дошли такие древние историко-культурные памятники столицы Индии, как Туглакабад, Кутб-Минар, Пурана-Кила, Сады Лоди, Джама-Масджид, Гробница Хумаюна, Красный форт и Гробница Сафдарджанга. Также в Дели есть целый ряд современных памятников, среди них: Джантар-Мантар, Ворота Индии, Раштрапати-Бхаван, Храм Лакшми-Нараяны, Храм Лотоса и Акшардхам.
Нью-Дели известен своей архитектурой британско-колониального типа, широкими дорогами, озеленёнными бульварами. Дели — это дом политических вех, национальных музеев, индуистских храмов, исламских святынь, зелёных парков и модных торговых центров.

### Джамму и Кашмир
Кашмирская долина — живописное место между Гималаями и хребтом Пир-Панджал. Здесь распространён экотуризм. Самыми посещаемыми местами являются сады империи Великих Моголов, озёра, девственные леса, альпийские луга предгорий Гималаев. В долине множество древних храмов и святынь, что делает её важным местом для индуистов и буддистов.

### Ладакх
Ладакх граничит с китайским Тибетом, в этом регионе распространён буддизм. Здесь насчитывается около 35 буддийских монастырей, которые процветают за счёт пожертвований туристов и местного населения. В 2010-х правительство Индии запланировало развивать эти монастыри.

## Историко-культурное наследие
- Тадж-Махал — одно из наиболее известных мест в Индии, которое также считается одним из самых лучших архитектурных достижений Индии. Находится в Агре в штате Уттар-Прадеш. Усыпальница Тадж-Махал была построена между 1631 и 1653 годами по велению правителя Шах-Джахана в честь его жены Мумтаз-Махал. В Тадж-Махале по-прежнему хранится её прах.
- Фатехпур-Сикри — город и муниципальный район в районе Агра штата Уттар-Прадеш в Индии. Являлся столицей Империи Великих Моголов во время правления Акбара I в 1571-1585 годах, затем потерял данный статус в связи с переездом императора в Лахор. С 1986 года древний город Фатехпур-Сикри является объектом Всемирного наследия ЮНЕСКО.
- Варанаси — главный город одноимённой области в северо-восточной Индии (штат Уттар-Прадеш) — город, имеющий для индусов такое же значение, как Ватикан для католиков (ЭСБЕ называет его: «Рим индусов»[8]), средоточие брахманской учёности[9]. Считается святым городом для буддистов и джайнистов, наиболее святым местом в мире в индуизме (как центр Земли в индуистской космологии). Один из старейших городов мира и, возможно, старейший в Индии[10][11].
- Храм Махабодхи — знаменитый буддийский храм в Бодх-Гая, расположенный в том месте, где Гаутама Сидхартха достиг Просветления и стал Буддой. Бодх-Гая находится в штате Бихар Индии, в 96 километрах от Патны. В храмовый комплекс входит также святое дерево Бодхи. Это дерево было выращено из семени дерева Шри Маха Бодхи в Шри-Ланка, которое, в свою очередь, произошло от оригинального дерева Махабодхи, под которым нашёл Просветление Будда. В 2002 храм Махабодхи получил статус охраняемых объектов Всемирного Наследия ЮНЕСКО.
- Наланда — буддийский университет и монастырский комплекс, существовавший в V—XII веках на севере Индии, один из крупнейших образовательных центров своего времени, в котором работали, преподавали и обучались многие выдающиеся буддийские философы из разных стран, и куда съезжались многочисленные паломники. В настоящее время руины Наланды — исторический памятник в индийской провинции Бихар, в 90 км к юго-востоку от Патны, древней столицы Индии.
- Храм Брахидеешварар— индуистский храм дравидийськой архитектуры в городе Тханджавур южноиндийского штата Тамилнад, построенный по приказу царя Раджараджа Чола I династии Чола. Сейчас, вместе с другими храмами Чола, он входит в список объектов Всемирного наследия ЮНЕСКО.
- Храм Айраветасвара— индуистский храм дравидийськой архитектуры в городе Дарасурам южноиндийского штата Тамилнад. Этот храм был построен по приказу царя Раджараджа Чоли II в 12 столетии. Сейчас, вместе с другими храмами Чола, он входит в список объектов Всемирного наследия ЮНЕСКО.
- Береговой храм — индуистский храм, вместе с другими памятниками Махабалипурама штата Тамилнад, был признан как Всемирное наследие ЮНЕСКО в 1984 году.
- Хармандир-Сахиб — гурдвара (центральный храм) сикхской религии в городе Амритсар (Пенджаб, Индия). В 1577 году 4-й гуру сикхов Гуру Рам Дас выкопал водоём, который стал известен как Амритсар («источник нектара бессмертия»). Этим именем был назван и выросший вокруг город. В центре водоёма расположена гурдвара, верхние ярусы которой покрыты золотом, откуда второе название комплекса — «Золотой храм».
- Храм Лотоса — главный бахайский храм Индии и сопредельных стран. Огромное здание из белоснежного пентелийского мрамора в форме распускающегося цветка лотоса — одна из наиболее популярных среди туристов достопримечательностей Дели.
- Хава-Махал — пятиярусное гаремное крыло дворцового комплекса джайпурского махараджи Савай Пратап Сингха (правил в 1778—1803), построенное из розового песчаника в форме венца Кришны не позднее 1799 года.
- Тадж-Махал Палас — один из самых известных отелей Индии на протяжении более ста лет. Основанный в XIX веке, за много лет принимал в качестве постояльцев не один десяток знатных персон, в числе которых множество артистов, писателей, политических деятелей. С 1970-х гг построено более 50 отелей «Тадж-Махал» в Индии и 13 по всему миру.
- Мемориал Виктории — мемориал британской королевы Виктории, которая также носила титул императрицы Индии. В настоящее время используется как музей, являясь одной из туристических достопримечательностей Калькутты.
- Вокзал Чхатрапати Шиваджи — исторический вокзал в индийском городе Мумбаи, один из самых многолюдных вокзалов Индии. Как и крупнейший аэропорт Индии, назван в честь национального героя Индии Чатрапати Шиваджи.

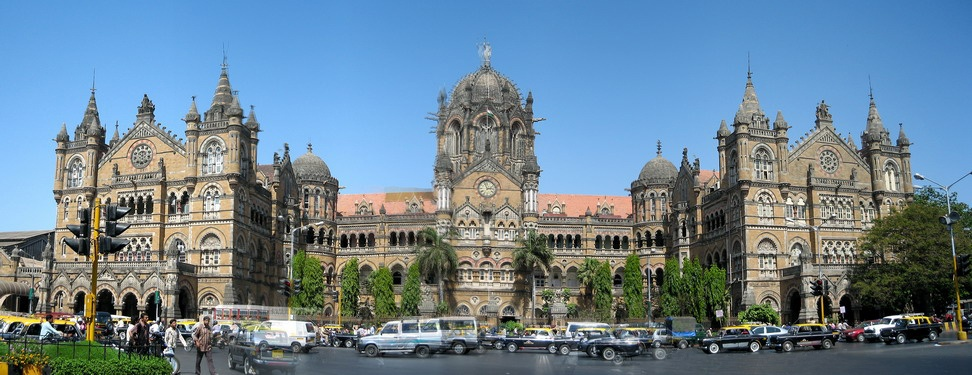
Вокзал Чхатрапати Шиваджи в Мумбаи (бывший Виктория-Терминус) — железнодорожная станция, построенная в готическом стиле в честь Золотого юбилея королевы Виктории.

## Статистика туризма по штатам
| Место | Штат/Союзная территория         | Количество | Доля в % |
| ----- | ------------------------------- | ---------- | -------- |
| 1     | Махараштра                      | 4,815,421  | 24.7     |
| 2     | Тамилнад                        | 3,373,870  | 17.3     |
| 3     | Дели                            | 2,159,925  | 11.1     |
| 4     | Уттар-Прадеш                    | 1,887,095  | 9.7      |
| 5     | Раджастхан                      | 1,351,974  | 6.9      |
| 6     | Западная Бенгалия               | 1,213,270  | 6.2      |
| 7     | Бихар                           | 972,487    | 5.0      |
| 8     | Керала                          | 732,985    | 3.8      |
| 9     | Карнатака                       | 574,005    | 2.9      |
| 10    | Химачал-Прадеш                  | 484,518    | 2.5      |
|       | Общее количество всех 10 штатов | 17,565,550 | 90.1     |
|       | Другие                          | 1,929,329  | 9.9      |
|       | Общее количество                | 19,494,879 | 100      |

| Место | Штат/Союзная территория         | Количество  | Доля в % |
| ----- | ------------------------------- | ----------- | -------- |
| 1     | Уттар-Прадеш                    | 155,430,364 | 18.3     |
| 2     | Андхра-Прадеш                   | 153,119,816 | 18.0     |
| 3     | Тамилнад                        | 137,512,991 | 16.2     |
| 4     | Карнатака                       | 84,107,390  | 9.9      |
| 5     | Махараштра                      | 55,333,467  | 6.5      |
| 6     | Мадья-Прадеш                    | 44,119,820  | 5.2      |
| 7     | Раджастхан                      | 27,137,323  | 3.2      |
| 8     | Уттаракханд                     | 25,946,254  | 3.0      |
| 9     | Западная Бенгалия               | 22,256,968  | 2.6      |
| 10    | Гуджарат                        | 21,017,478  | 2.5      |
|       | Общее количество всех 10 штатов | 725,981,871 | 85,3     |
|       | Другие                          | 124,874,769 | 14.7     |
|       | Общее количество                | 850,856,640 | 100      |